# Андреевский сельсовет (Курская область)
Андре́евский сельсовет — муниципальное образование со статусом сельского поселения в Касторенском районе Курской области Российской Федерации.
Административный центр — деревня Андреевка.

## История
21 октября 2004 года законом Курской области № 48-ЗКО «О муниципальных образованиях Курской области» установлены статус и границы Андреевского сельсовета. 
Законом Курской области от 26 апреля 2010 года № 26-ЗКО Цветоченский и Андреевский сельсоветы объединены в Ольховатский сельсовет.
Законом Курской области от 14 декабря 2010 года № 109-ЗКО Ольховатский сельсовет переименован в Андреевский сельсовет.

## Население
| 2002 | 2010 | 2012 | 2013 | 2014 | 2015 | 2016 |
| ---- | ---- | ---- | ---- | ---- | ---- | ---- |
| 450  | ↗604 | ↘587 | ↘575 | ↘564 | ↘543 | ↘521 |
| 2017 | 2018 | 2019 | 2020 | 2021 |      |      |
| ↘514 | ↘503 | ↘485 | ↗491 | ↘356 |      |      |

## Состав сельского поселения
| №  | Населённый пункт    | Тип населённого пункта          | Население |
| -- | ------------------- | ------------------------------- | --------- |
| 1  | 3-я Успенка         | деревня                         | ↘13       |
| 2  | Андреевка           | деревня, административный центр | ↘190      |
| 3  | Бухловка            | деревня                         | ↘6        |
| 4  | Знамя-Архангельская | деревня                         | ↘16       |
| 5  | Ольховатка          | деревня                         | ↘30       |
| 6  | Прокуророво         | посёлок разъезда                | ↘12       |
| 7  | Семёновский         | посёлок                         | ↘120      |
| 8  | Скакун              | деревня                         | ↘5        |
| 9  | Слизневка           | деревня                         | ↘37       |
| 10 | Цветочный           | посёлок                         | ↘175      |